# وبعد (فلم مغربي)
وبعد فيلم مغربي من إنتاج سنة 2002 للمخرج محمد إسماعيل وبطولة رشيد الوالي، سهام أسيف، نعيمة المشرقي وفضيلة بلقبلة.

## القصة
يتطرق الفيلم الذي تدور أحداثه بمدينة الفنيدق شمال المغرب للمشاكل الاجتماعية التي تواجه أسرة فقيرة بالمدينة وكذلك يعطي الفيلم الحيز الأكبر لمعالجة مشكلة الهجرة السرية وحلم أغلب الشباب بالهجرة نحو أوروبا من أجل أفق حياة أفضل.
حاز الفيلم على الجائزة الكبرى بمهرجان السينما المغربية.

## روابط خارجية
- الفيلم على موقع IMDB
- الفيلم على موقع africultures